# Santa Cilia
Santa Cilia és un municipi aragonès situat a la província d'Osca i enquadrat a la comarca de la Jacetània.

## Entitats de població
El municipi agrupa els nuclis de població de Santa Cilia de Jaca, situat a 649 metres sobre el nivell del mar.